# San Judas Tadeo
San Judas Tadeo is een gemeente in de Venezolaanse staat Táchira. De gemeente telt 7250 inwoners. De hoofdplaats is Umuquena.